# Gradska džamija
La Gradska džamija (la « mosquée de la ville ») est située en Bosnie-Herzégovine, dans la ville de Velika Kladuša et dans la municipalité de Velika Kladuša. Elle a été achevée en 1901 et est inscrite sur la liste des monuments nationaux de Bosnie-Herzégovine.
Le cimetière de la mosquée est également classé.